# Sparsbach
Sparsbach é uma comuna francesa na região administrativa de Grande Leste, no departamento Baixo Reno. Estende-se por uma área de 13,82 km². Em 2010 a comuna tinha 237 habitantes (densidade: 17,1 hab./km²).